# 人择原理
人择原理（英語：Anthropic principle；或人存定理），是關於物质宇宙必须与能观测它的有意识生命相匹配的哲学理论，亦即可以被觀測到各種自然參數的宇宙，它的這些參數必須能使有意識的生命出現和存活，否則觀測行為無從發生；若承認多元宇宙理論，這就意味如果某個宇宙所具有的自然參數無法催生有意識生命，那它的這些參數就永無被觀測到的可能。有些支持者提出人择原理解释了宇宙的年龄和为什么物理常数能够保证有意识生命的存活。所以他们也认为这个宇宙能给予智能生命（可观测者）存活的那么高的标准是一件正常的事情。
约翰·D·巴罗和法蘭克·迪普勒给出的强人择原理（SAP）指出宇宙存在的某些机能的协调性最终会导致智慧生命的涌现。而有些以布兰登·卡特为首、对SAP持有批评态度的人给出了弱人择原理（WAP），指出表面上的微调的宇宙往往是选择偏差所带来的（尤其是倖存者偏差）。比如，只有那些最终有能力為生命提供良好生存条件的宇宙中能有生命，且這些生命能观察宇宙并给出调和性的解释。多数情况，这个对多重宇宙論的争论，应该在统计出宇宙总体的数量以及从这些中找出有选择偏好（我们作为观察者所在的宇宙协调性）后才能给出结论。

## 理論由來
在1973年的纪念哥白尼誕辰500周年的「宇宙理論觀測數據」會議上，天体物理学家布兰登·卡特首次提出了这个理论。他的論文中明確闡述的人擇原理，並與哥白尼原理對立。哥白尼原理否認了人類在宇宙中的特殊地位，正如同哥白尼所主張，地球並不是宇宙的中心，而太陽也只是一顆位於典型銀河系的典型恒星。卡特的論文《大數重合與宇宙論中的人擇原理》包含了下列陳述：「雖然我們所處的位置不一定是『中心』，但不可避免地，在某種程度上處於特殊的地位。」（IAUS 63 (1974) 291）。

## 支持者及不同版本
人擇原理的支持者提出，我們之所以活在一個看似調控得如此準確，以至能孕育我們所知的生命的宇宙之中，是因為如果宇宙不是調控得如此準確，人類便不會存在，更遑論觀察宇宙。
若任何一個基本物理常數是跟現在的有足夠的差異，那麼我們所知的生命便不能存在，更不會有智慧生物去思考宇宙。有論文指出，（弱）人擇原理能解釋精細結構常數、宇宙的維數、和宇宙常數等物理常數。
我們需要分辨人擇原理的弱、強、最終和其他版本，因為字眼上的些微變化便會令含意產生巨大的不同。人擇原理的主要版本有：
|                      | 自然定律驚人地適合生命的存在。 |
| ——人择原理的最初表达 |                                |

|                                                                               | 物理學和宇宙學的所有量的觀測值，不是同等可能的；它們偏愛那些應該存在使碳基生命得以進化的地域以及宇宙應該足夠年老以便做到這點等等條件所限定的數值。 |
| ——弱人择原理（Weak anthropic principle，WAP），約翰·巴羅和弗蘭克·蒂普勒，1986 | |

《韋氏字典》給出了下列定義：被觀測的宇宙的環境，必須允許觀測者的存在。
強人擇原理（Strong anthropic principle，SAP）
- Barrow和Tipler提出的強人擇原理的版本是“宇宙必須具備允許生命在其某個歷史階段得以在其中發展的那些性質。”
- 另一版本的強人擇原理僅僅是古典設計理論披上了現代的宇宙學外衣。它暗示生命的產生是宇宙形成意圖的一部分，而自然法則和基本常數都被設定為保證我們所知的生命得以產生。（"The Rejection of 帕斯卡的賭注"）

最終人擇原理（Final anthropic principle，FAP）
- 包含智慧的資訊處理過程一定會在宇宙中出現，而且，一旦它出現了就不會滅亡。[4]

- 馬丁·加德納在對Barrow和Tipler著作的評論中嘲笑了人擇原理的這一最終版本，以“完全荒謬人擇原理”（Completely ridiculous anthropic principle）為題：“生命將會掌握所有的物質和力量，不止在一個宇宙，而是在所有邏輯上可能存在的宇宙；生命將會傳播到邏輯上可能存在的所有宇宙的每一個角落，而且將會儲有所有邏輯上可能被理解的、無限的知識。”

在卡特最初的定義中，弱人擇原理僅僅涉及到確定的“宇宙學”參數，即我們在宇宙中空間和時間上的位置，而沒有牽涉到後來屬於強人擇原理的基本物理常數的值。他同樣也只是提到“觀測者”而不是“碳基生命”。不過這些模棱兩可的話卻是導致無休止的對於各種版本人擇原理誤解的原因。
智慧設計的支持者聲稱得到了強人擇原理的理論支持。一方面，多宇宙理論或稱為多選擇宇宙理論的存在是基於另一些理由，而弱人擇原理提供了一個貌似正確的理由，來解釋我們宇宙的良好秩序。假定存在可以支援智慧生命的宇宙，那麼實際上這種宇宙必定存在，而我們的宇宙無疑也是其中之一。然而，多選擇的智慧設計並不僅限於多選擇宇宙理論的假定。不過有些進化論的支持者同樣聲稱得到了人擇原理的理論支持，例如Ikeda及Jefferys（Ikeda and Jefferys (2006) （页面存档备份，存于））就認為人擇原理是表面上支持實際上否定了智慧設計。（discussed in more detail under fine tuning）。

## 人擇宇宙哲學原理
巴羅和蒂普勒詳細地闡述了看起來無法相信的巧合，這些巧合使我們的宇宙具有特色，並使我們人類進化。他們認為只有人擇原理能搞清楚這大量的巧合的意義。無論是原子的能量級還是弱核力的精確力量都好像是為了適應我們的生存。宇宙中碳基生物的存在可能與一些引數參數值有關，假設這些參數值變化很少，那碳基生物就可能不存在了。儘管巴羅和蒂普勒的作品屬於理論物理學，它仍然討論了化學和地質學的多種相關話題。
在1983年，布蘭登修正了他1974年的論文，強調人擇原理最初只是要提醒天體物理學家和宇宙學家若因觀察者的生物本性而設想適合人類生存的種種自然條件，天文學和宇宙學的資料解讀將會出現錯誤。反過來，卡特還警告發展生物學家，當他們解讀觀察報告的時候也要考慮天文學和宇宙學的因素。由此，卡特總結，介於對於宇宙年齡的最好估計（當時是150億年，現在是137億年），發展鏈可能只允許一個或兩個的低可能鏈。A.Feoli和S.Rampone（"強人擇原理是否太弱" 1999）介於宇宙的大小和可能的星球數量，認為有更多的低可能鏈的數量和生命的出現以及隨後的進化需要智慧設計不太相符。
觀察宇宙論和量子引力理論的最新著作使得人們對於人擇原理重新感興趣。量子引力試圖把其他的力量統一到引力上。然而，一旦有了有前途的理論，這些理論卻又會出現問題，那就是基本物理常數是不受限制的。這種觀察的誘導更多地來自於對於數量的精確估計，比如說是宇宙密度。最近對於宇宙的密度估計是0.3，同時宇宙論裡從這個估測中預測了一個和這個0.3幾乎差不多的結論。
對於人擇理論有了些不一樣的選擇，大多數存在一些樂觀的理論認為万有理论最終會被發現，這個學說聯合了宇宙中所有的力量，通過獲取所有顆粒的特性而獲得。萬物學說包括了M-理論和量子引力的多種理論，雖然所有的這些理論都被認為是演繹性的。另一種就是李·斯莫林的宇宙論的自然選擇模型，這也被認為是多重宇宙，這個理論認為如果這些宇宙和我們的宇宙有相同的性質的時候，那麼這些宇宙就會更豐富。這也能在加德納和他的“利己主義生物宇宙學學說”中見到。

## 有關批評
有些人批評一些形式的人擇原理，他們爭論人擇原理中估計生命的化學本質是碳的化合物和液體水是一種訴諸無知。（有時候被稱為碳沙文主義或生物化學），允許碳基生物進化的物理常數的界限也預想的要少了很多限制。（Stenger 2000）
弱人擇原理的支持者和反對者都批評他是一種贅述。它陳述的不是些容易理解的東西而是些瑣碎的真理。人擇原理的討論暗暗假設了，若我們有能力思考宇宙學，那麼一些基本的物理常數只能落在特定的區間。批評者認為這簡直贅述了一個事實，那就是“如果事情本來就是不同的，那它就是不同的”。如果這種批評是成立的，那麼弱人擇原理就理所當然變得沒有意義了。因為這就意味著宇宙為了使我們能存在來思考它，它就必須要使自己變得讓我們生存。Peter Schaefer否認了這種觀點，他認為雖然弱人擇原理是講的大家都知道的道理，但卻不能推翻它，因為人們不能因為這個理論本來就是對的就駁斥這個理論。還有，很顯然，人擇原理中強調的因果關係的方向是錯誤的。人類進化是為了適應當前的宇宙、宇宙常數和所有的一切，而不是宇宙適應人類，那就是說是因為我們適應了宇宙，宇宙卻不是專門為了適應我們的。
強人擇原理的批評者認為它既不是可試驗的也不是可證偽的。FAP在最終人擇原理中被詳盡的討論了。巴羅和蒂普勒（1986）認為雖然最終人擇原理是一個站得住腳的物理學觀點，它也還是“和道德價值非常接近”。
霍金認為我們所處的宇宙並不如人擇原理的擁護者所說得這般“特別”。他認為有98%的可能，一個宇宙大爆炸會產生同我們一樣的宇宙。然而，諸如霍金所使用的這些方程式是否能得出這樣的結論，什麼樣的宇宙可被稱為是“和我們一樣”，這些問題在科學上都是重要的。
霍金的波函數（一些關於數學方程的物理意義的爭論就連作者本人薛定諤都不能理解）陳述了宇宙在與比它先出現的事物沒有聯繫的情況下是如何形成的，也就是說，它是怎樣從零產生的。然而，從2004年起，這個理論就在不斷地被爭論，而且，正如霍金在1988年所寫的，“是什麼打破了這種平衡從而創造了一個宇宙去解釋它們？……為什麼宇宙要不遺餘力地去打擾現有的東西？”“從無到有”是形而上學的一個根本問題。

## 人擇原理的偏見與推論
在2002年，尼克·博斯特羅提出：“有沒有可能把觀察選擇效應總結成簡單的表述？”他認為這是可能的。但是，許多人擇原理是非常令人疑惑的。特別是一些從卡特的重要論文中得到靈感的，雖然是不錯的，但是他們太缺乏說服力，不能作為真正的科學作品。尤其是我認為現存的一些方法不允許任何由同時代的宇宙學理論中得到的觀測結果，儘管這些理論根據經驗顯然能被而且已經被天文學家檢驗著，一種更充分的關於觀察選擇效應該如何加以考慮的政策才能夠打破這種方法上的鴻溝。
他的自我選樣假定是“你必須把自己想像成一個適合的參考組中的隨機觀察員”，在我們不知道自己在宇宙中所處的位置，甚至不知道我們是誰的前提下，他引申了人擇原理偏見和人擇原理推論。這也許還能夠成為克服多種認知偏見的方法，這種認知偏見限制了人類天生的觀察以及運用數學瞭解宇宙模型的能力，這在數學認知科學中也有提到。

## 人擇原理與弦理論
弦理論預示著有很多可能的宇宙，被稱為背景或是真空。真空也常被稱作“弦景觀”（string landscape），李奧納特·蘇士侃認為有了很多的真空的存在時的人擇原理的推論變得非常有力。另一些人，特別是大衛·格羅斯、Lubos Motl、Peter Woit，認為這是沒有預言性的。在關於弦景觀的論文中，史蒂文·温伯格提出人擇原理是現代科學的“轉捩點”。

## 參閱
- 大反彈
- 宇宙自然選擇
- 良序宇宙
- 目的論
- 波尔兹曼大脑
- 平庸原理
- 地球殊異假說

## 備註
1. ↑  .   [2017-08-14]. （原始内容存档于2012-04-28）.
2. ↑  .   [2017-08-14]. （原始内容存档于2011-09-27）.
3. ↑  卡特並不是第一個創造人擇原理的人。比如，羅伯特·H·迪克在1957年寫道：“現在的宇宙年齡並不是一個偶然的，而是基於生物的事實的……（物理常數的改變）會阻止人類的存在來考慮這些問題。”（迪克1957，"等效原理和弱相互作用"Rev. Mod. Phys. 29: 355)阿爾弗雷德·羅素·華萊士早在1903年就預期了若人擇原理：“我們所知的存在于我們周圍的這個大而複雜的宇宙也許已經完全的被要求了……為了能夠創造一個世界，使得包括人類在內的生物井井有條地發展。（華萊士1912，人類在宇宙中的地位：256-7）。也許卡爾馬克思的歷史唯物主義理論也在回應若人擇原理：“人類歷史最初的前提當然是人類個體的存在。因此，首先要確定的是人類個體的物理組織和他們剩餘的自然的邏輯上一致的關係。（德國意識形態chpt. 1. （页面存档备份，存于））
4. ↑  Barrow, John D.; Tipler, Frank J. . Oxford University Press. 1988. ISBN 978-0-19-282147-8. LCCN 87028148.
5. ↑  Steven Weinberg.  7: 45–53. 2002. arXiv:hep-th/0511037.

## 外部連結
- Caner, Taslaman, Anthropic Principle and Infinite Universes
- Nick Bostrom: web site（页面存档备份，存于） devoted to the Anthropic Principle.
- Chown, Marcus, Anything Goes, （页面存档备份，存于） New Scientist, 6 June 1998. On Max Tegmark's work.
- 史蒂芬·霍金，史蒂文·温伯格, Alexander Vilenkin, 戴维·格娄斯and Lawrence Krauss: Debate on Anthropic Reasoning （页面存档备份，存于） Kavli-CERCA Conference Video Archive.
- Tobin, Paul N., 2000, "Is the Universe Fine-Tuned for Life?"（ 2009-10-25）A critique of the Anthropic Principle from an atheist viewpoint.
- "Anthropic Coincidence （页面存档备份，存于）"—the anthropic controversy as a segue to Lee Smolin's theory of cosmological natural selection.
- 李奧納特·蘇士侃and Lee Smolin debate the Anthropic Principle （页面存档备份，存于）.
- debate among scientists on arxiv.org. （页面存档备份，存于）
- Evolutionary Probability and Fine Tuning
- Benevolent Design and the Anthropic Principle at MathPages
- Critical review of "The Privileged Planet"
- The Anthropic Principle - a review.
- Berger, Daniel, 2002, "An impertinent resumé of the Anthropic Cosmological Principle. （页面存档备份，存于）" A critique of Barrow & Tipler.
- Jürgen Schmidhuber: Papers on algorithmic theories of everything （页面存档备份，存于） and the Anthropic Principle's lack of predictive power.
- Paul Davies: Cosmic Jackpot Interview about the Anthropic Principle (starts at 40 min), 15 May 2007.